# Joaquín Azagra Ros
Joaquín Azagra Ros (Paterna, 1949) és un polític i historiador valencià. Fou Conseller d'Administració Pública de la Generalitat Valenciana presidida pel socialista Joan Lerma entre 1987 i 1989.

## Biografia
Doctor en Història per la Universitat de València (UV) i professor titular d'Història Econòmica a les universitats del País Basc, Múrcia i València. Joaquín Azagra també ha ocupat càrrecs institucionals a la universitat, com la de Vicerector de Planificació Econòmica així com de responsable de política de cooperació internacional de la UV. És autor de diversos llibres i artícles d'investigació.
En la vessant política, Joaquín Azagra milita al PSOE, on participà activament en l'organització de la federació valenciana del partit, el que posteriorment serà el PSPV-PSOE. Fou governador de Castelló de 1982 a 1987, quan el socialista Joan Lerma, aleshores president de la Generalitat Valenciana, el nomenà Conseller d'Administració Pública i Portaveu del Consell, càrrec en el qual estigué fins al 1989.

## Obra
- El bienio progresista en Valencia (1978)
- La desamortización de Godoy en Valencia (1799-1807) (1986)
- Actividad y territorio: un siglo de cambios (2007)
- País complex (2007) amb Joan Romero